# Ghana en los Juegos Olímpicos
Ghana en los Juegos Olímpicos está representada por el Comité Olímpico de Ghana, miembro del Comité Olímpico Internacional desde el año 1951.
Ha participado en 16 ediciones de los Juegos Olímpicos de Verano, su primera presencia tuvo lugar en Helsinki 1952. El país ha obtenido un total de 5 medallas en las ediciones de verano: 1 de plata y 4 de bronce.
En los Juegos Olímpicos de Invierno ha participado en 3 ediciones, siendo Vancouver 2010 su primera aparición, sin conseguir ninguna medalla.

## Medalleros

### Por edición
| Evento              | Oro | Plata | Bronce | Total |
| ------------------- | --- | ----- | ------ | ----- |
| Helsinki 1952       | 0   | 0     | 0      | 0     |
| Melbourne 1956      | –   | –     | –      | –     |
| Roma 1960           | 0   | 1     | 0      | 1     |
| Tokio 1964          | 0   | 0     | 1      | 1     |
| México 1968         | 0   | 0     | 0      | 0     |
| Múnich 1972         | 0   | 0     | 1      | 1     |
| Montreal 1976       | –   | –     | –      | –     |
| Moscú 1980          | –   | –     | –      | –     |
| Los Ángeles 1984    | 0   | 0     | 0      | 0     |
| Seúl 1988           | 0   | 0     | 0      | 0     |
| Barcelona 1992      | 0   | 0     | 1      | 1     |
| Atlanta 1996        | 0   | 0     | 0      | 0     |
| Sídney 2000         | 0   | 0     | 0      | 0     |
| Atenas 2004         | 0   | 0     | 0      | 0     |
| Pekín 2008          | 0   | 0     | 0      | 0     |
| Londres 2012        | 0   | 0     | 0      | 0     |
| Río de Janeiro 2016 | 0   | 0     | 0      | 0     |
| Tokio 2020          | 0   | 0     | 1      | 1     |
| París 2024          | 0   | 0     | 0      | 0     |
| TOTAL               | 0   | 1     | 4      | 5     |

| Evento           | Oro | Plata | Bronce | Total |
| ---------------- | --- | ----- | ------ | ----- |
| Vancouver 2010   | 0   | 0     | 0      | 0     |
| Sochi 2014       | –   | –     | –      | –     |
| Pyeongchang 2018 | 0   | 0     | 0      | 0     |
| Pekín 2022       | 0   | 0     | 0      | 0     |
| TOTAL            | 0   | 0     | 0      | 0     |

### Por deporte
Deportes de verano
| Evento | Oro | Plata | Bronce | Total |
| ------ | --- | ----- | ------ | ----- |
| Boxeo  | 0   | 1     | 3      | 4     |
| Fútbol | 0   | 0     | 1      | 1     |
| TOTAL  | 0   | 1     | 4      | 5     |